# غل (تشاراويماق)
غل (بالفارسية: گل) هي منطقة سكنية تقع في Charuymaq-e Jonubesharqi Rural District في إيران. يقدر عدد سكانها بـ 165 نسمة .